# 팀브라 전투

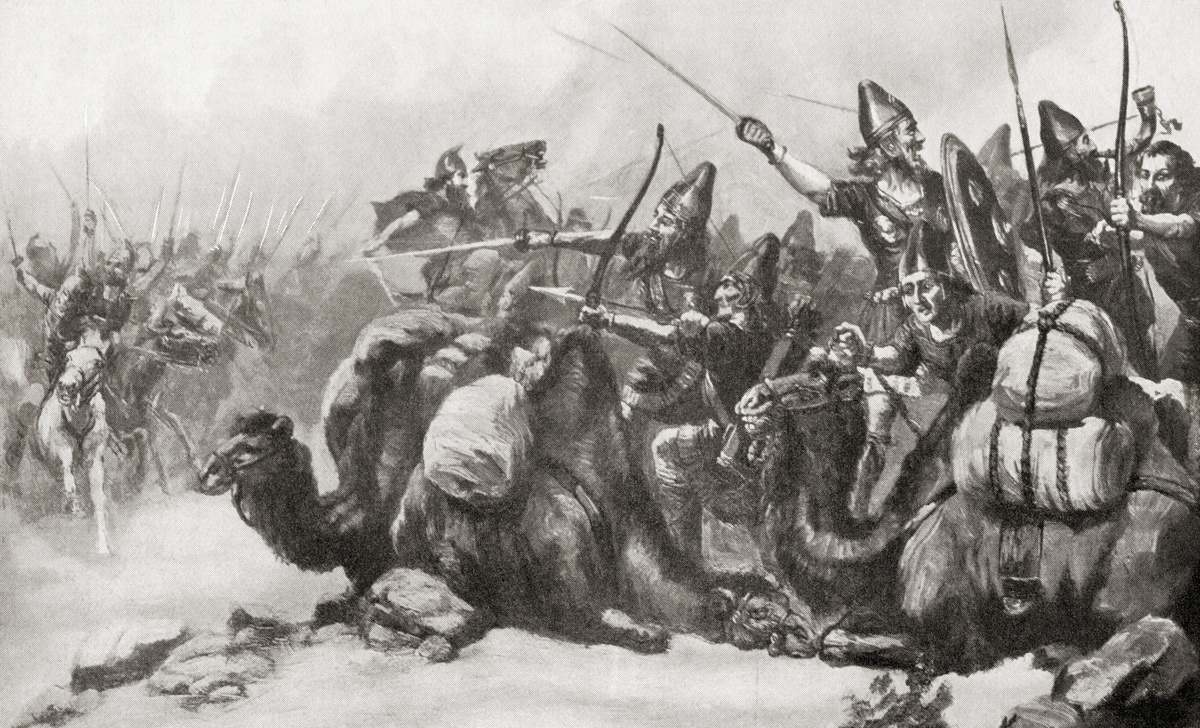

팀브라 전투(Battle of Thymbra)는 리디아의 크로이소스와 키루스 대왕 사이의 결정적인 전투이다. 프테리아 전투에 비긴 후 키루스는 리디아로 크로이소스를 쫓아 사르디스 북쪽 평원에서 크로이소스의 일부 해산된 군대를 만났다. 크로이소스의 군대가 새로 병력을 충원했고 수적으로 2:1의 약세에도 불구하고 키루스는 전적으로 승리하였다. 그리고 14일 간의 사르디스 공성전후에 도시가 무너지고 리디아는 페르시아에 정복당한다.

## 원인
키루스의 계획은 전투에 대비하지 않고 있던 리디아 왕을 잡는 것이었지만, 팀브라에는 키루스의 두배에 달하는 크로이소스의 군대가 있었다. 리디아는 키루스를 만나기 위해 행군했고 그곳에 있던 병사들을 무장시켰는데 아직까지 동맹군은 도착하기 전이었으며 결국 그들은 오지 않았다. 크세노폰에 따르면 키루스의 군대는 총 196,000명이었고 31,000 ~70,000명이 페르시아인이었다. 이는 궁병이나 투석병을 포함했을 것으로 추측되는 20,000명의 보병, 불사부대로 추측되는 10,000명의 정예 보병/기병, 20,000명의 페르타시스(Peltast;그리스의 경장보병), 마지막으로 20,000명의 창병으로 이루어져 있었다. 궁병과 투석병을 제외한 모두가 크든 작든 방패를 가지고 있었다고 알려져있다. 나머지는 42,000명의 아랍인, 아르메니아인, 메디아인들로 12,600명 규모의 보병이었다. 또한 낙타 기병 300명, 전차 300대, 그리고 각 20명 규모의 공성탑 5-6대가 있었다. 이들의 규모는 1,000명 이상이었고 그 이유는 전차에는 시민 한 명과 병사 한 명이 탑승하였기 때문이다.
같은 역사가는 크로이소스의 군대는 총 420,000명이며 60,000명의 바빌로니아인, 리디아인, 프리기아인, 카파도키아인, 여기에 헬레스폰트인을 더하여 300,000명과 기병 60,000명에 달한다고 기록한다. 또한 120,000명의 이집트인과 전차 300대와 그에 탑승한 500명 이상이 있었다고 한다. 전투에 참가한 수는 크세노폰에 의한 것이며 사실이 아니더라도 가능성의 범위안에 위치한다. 그러나 대부분의 경우 실제 전투에는 반 이하가 참여했을 것이다.

## 전투
키루스는 측면의 부대를 커다란 방진의 형태로 붙잡아 놓은 채 부대를 전개했다. 측면은 전차, 기병, 그의 최고의 보병들과 새로이 구성된 낙타부대로 엄호되었다. 이 급조된 낙타 부대는 화물 행렬에서 빼온 것이며, 이것의 유일한 목적은 리디아의 기병을 혼동시키는 것이었다.
키루스가 예측한 대로 새로운 진형을 덥기 위해 리디아 군의 날개는 안쪽으로 방향을 바꾸었다. 리디아의 측면이 돌아감에 따라 돌아가는 날개의 경첩 부분에 틈이 나타났다. 방진안에 있던 페르시아 궁병과 이동식 탑의 효과적인 머리 위 공격으로 혼란은 커져갔다. 키루스는 그리고 공격명령을 내렸고 그의 측면 부대는 크로이소스의 무질서한 날개를 공격했다. 헤로도토스는 이 전투의 서술을 남겼으나 어떠한 수치도 서술하지 않았다. 그러나 전투의 진행과 결과에 대한 서술은 크세노폰의 서술을 확인해 주었다.

## 여파
전투 후, 그리스와 페르시아 사이에 분쟁을 일으킨 도시 이오니아와 아이올리스를 포함하여 리디아의 모든 영토는 페르시아 제국에 병합되었다. 남은 군사는 근처 도시인 에페수스와 사르디스에 집결하였고 이는 짧은 공성전 끝에 함락되었다. 그리스 작가 헤로도토스에 따르면 키루스는 크로이소스를 잘 대접하였다고 하지만 바빌로나아 연대기들 중 하나인 나보니두스 연대기 보관됨 2016-12-08 - 웨이백 머신(하지만 원문이 리디아의 왕이나 왕자를 말하는지 아닌지는 불명확하다)와 상충된다.

## 같이 보기
- 사르디스 공성전 (546 BC)

## 참고 문헌
- Paul K. Davis (1999). 100 Decisive Battles: From Ancient Times to the Present. Santa Barbara, California. ISBN 1-57607-075-1.
- Alexander Campbell (1830). The Millennial Harbinger, Vol. I, No. IX.
- Dorling Kindersley (2005). Grant, R.G Battle, a Visual Journey Through 5000 Years of Combat pg 19. London, England.